# Никитин, Александр Никитович
Алекса́ндр Ники́тович Ники́тин (29 августа 1907, Залужье, Новгородская губерния — 3 марта 1981, Ленинград) — командир расчёта 76-мм пушки 340-го стрелкового полка, рядовой — на момент представления к награждению орденом Славы 1-й степени.

## Биография
Родился 29 августа 1907 года в деревне Залужье (ныне — в Демянском районе Новгородской области). Окончил 7 классов. Трудился кузнецом в колхозе «Красное Залужье».
В июне 1941 года был призван в Красную Армию. Службу начал в 20-й дивизии НКВД по охране особо важных предприятий промышленности, сформированной в Ленинграде. С августа того же года в составе дивизии участвовал в боях на плацдарме у Невской Дубровки. Поздней осенью обескровленная в жестоких боях дивизия была выведена с плацдарма.
Зимой 1941—1942 годов в осаждённом городе бойцам дивизии приходилось выполнять не только боевые задачи. Минёров с передовой посылали на Пискарёвское кладбище готовить братские могилы для ленинградцев, умерших от истощения и голода.
В январе 1943 года красноармеец Никитин в составе 176-го штурмового полка Ленинградского фронта участвовал в прорыве блокады. В бою в районе 8-й ГЭС был ранен. В госпитале узнал, что в родной деревне погибла жена, а судьба двух дочерей неизвестна. Выписавшись из госпиталя досрочно, прибыл в 340-й стрелковый полк 46-й стрелковой дивизии, был зачислен заряжающим 76-мм орудия. С этой частью прошёл фронтовыми дорогами до конца войны.
В январе 1944 года участвовал в прорыве обороны противника на Ленинградском фронте на Гдовском направлении. В одном из боёв, когда командир расчёта погиб, и наводчик был тяжело ранен, Никитин сам встал к прицелу. Действуя за весь расчёт, продолжал вести огонь, подбил танк. После этого боя был назначен наводчиком, награждён медалью «За отвагу».
28 июня 1944 года при прорыве обороны противника вблизи населённого пункта Кастиолка красноармеец Никитин в составе расчёта метким огнём поразил пулемётный дзот с прислугой, подавил 2 огневые точки, проделал проход в проволочном заграждении и истребил свыше 10 вражеских солдат. В бою при форсировании озера Кярстиян-Ярви расчёт, в котором был Никитин, переправился через реку ниже основной переправы дивизии с задачей прикрывать фланг. В критическую минуту, когда на позиции расчёта вышли финны, принял командование на себя, организовал оборону. Артиллеристы огнём из автомата и гранатами отбили атаку пехоты, затем огнём из орудия подбили самоходное орудие. Удержали позицию до подхода подкрепления. Приказом по войскам 46-й стрелковой дивизии от 8 июля 1944 года красноармеец Никитин Александр Никитович награждён орденом Славы 3-й степени
В боях за освобождении Эстонии, на Таллинском направлении, Никитин вновь отличился. Колонна полка, двигаясь в походном порядке, попала в засаду. Орудие подорвалось на мине, во фланг открыли огонь вражеские пулемёты. Не теряя самообладание, Никитин открыл огонь из повреждённого орудия по опушке леса, откуда вёлся пулемётный огонь. К нему присоединились товарищи, засада была разбита. После этого боя он был назначен командиром расчёта, получил новое орудие. 17 сентября 1944 года в районе города Пыльтсамаа во время наступления, продвигаясь вместе с пехотой, вёл огонь прямой наводкой, уничтожил 2 пулемётных дзота с прислугой, более 10 пехотинцев. Приказом от 12 октября 1944 года красноармеец Никитин Александр Никитович награждён орденом Славы 2-й степени.
17 января 1945 года в наступательных боях южнее города Цеханув расчёт Никитина подбил бронетранспортёр, подавил 2 миномёта, 2 крупнокалиберных пулемёта и истребил до 15 солдат противника. В бою на окраине города Никитин со своим орудием прорвался под огнём противника на высотку, занял выгодную позицию и открыл огонь по пулемётным точкам. Через несколько дней был тяжело ранен в правую руку. После госпиталя был комиссован. Вернулся на родину. Нашёл детей в детском доме, в родной деревне стал снова трудиться в кузнице подручным, правая рука ещё плохо слушалась.
Указом Президиума Верховного Совета СССР от 29 июня 1945 года за образцовое выполнение заданий командования в боях с немецко-вражескими захватчиками рядовой Никитин Александр Никитович награждён орденом Славы 1-й степени. Стал полным кавалером ордена Славы.
Со временем с детьми переехал в город Ленинград. Работал на Кировском заводе. Скончался 3 марта 1981 года.
Награждён орденами Славы 3-х степеней, медалями.